# Brennsee
Der Brennsee oder Feldsee ist ein See im Gegendtal in Kärnten. Er liegt auf dem Gebiet der Gemeinde Feld am See. Der See wird als Badesee genutzt.

## Geographie
Der Feldsee liegt zwischen den Hängen des Mirnock und Wöllaner Nock, die steil zum See hin abfallen, in der Talfurche des Gegendtals. Die Hänge des Mirnock sind mit Wald bedeckt, die sonnenexponierten Hänge im Norden des Sees tragen vorwiegend Weiden und einige große Bauernhöfe.

## Hydrologie und Ökologie
Der Zufluss des Sees erfolgt zum einen über den Grundwasserstrom, zum anderen von Norden über einige kleine Zuflüsse. Der See-Abfluss mündet in den Kleinkirchheimer Bach, der dann als Riegerbach in den Millstätter See mündet. Der mittlere Abfluss beträgt 80 l/s. Der See hat eine Wassererneuerungszeit von rund 2,5 Jahren.
Der See ist holomiktisch und weist im Sommer eine deutliche Schichtung auf. Die Oberflächentemperatur im Sommer steigt bis 23 °C.
Das Seewasser weist einen sehr geringen Kalkgehalt auf, der See zählt zu den kalkärmsten Talseen in Kärnten.
Der See verfügt über ein Einzugsgebiet von 8,3 km².
Die Siedlungen im Einzugsgebiet wurden 1976 bis 1981 an die Kanalisation angeschlossen, die Abwässer werden seitdem in der Kläranlage des Abwasserverbandes Millstätter See in Spittal an der Drau gereinigt. Die Abwässer bzw. die Gülleausbringung aus den landwirtschaftlichen Betrieben führten allerdings ab etwa 1975 zu starker Eutrophierung des Sees. Ab 1985 wurde eine starke Verunkrautung im Uferbereich mit Elodea canadensis, Myriophyllum spicatum und mehreren Arten der Gattung Potamogeton beobachtet. Zudem nahmen die Schwebealgen stark zu, es kam auch zu regelmäßigen Blaualgenblüten. Das Wasser war stark getrübt, es gab auch Schaumentwicklung an der Oberfläche. Mechanische Entkrautung war wirkungslos. 1991 wurde ein Sanierungskonzept erstellt. 1992 wurde eine Tiefenwasserbelüftung installiert.
Nach den Sanierungsmaßnahmen wurde der See 2009 aus hygienischer Sicht als sehr gut beurteilt, die Trophie wurde als schwach mesotroph eingestuft.

## Tiere im Brennsee
Im Brennsee kommen folgende 16 Fischarten vor:
- Aal (Anguilla anguilla)
- Aitel (Leuciscus cephalus)
- Barsch (Perca fluviatilis)
- Bitterling (Rhodeus sericeus amarus)
- Brachse (Abramis brama)
- Güster (Abramis bjoerkna)
- Hecht (Esox lucius)
- Karpfen (Cyprinus carpio)
- Laube (Alburnus alburnus)
- Reinanke (Coregonus lavaretus)
- Rotauge (Rutilus rutilus)
- Rotfeder (Scardinius erythrophthalmus)
- Schleie (Tinca tinca)
- Seeforelle (Salmo trutta f. lacustris)
- Wels (Silurus glanis)
- Zander (Sander lucioperca)

Der jährliche Ertrag liegt bei 30 bis 40 kg/ha. Dieser recht hohe Wert wird durch den starken Fischbesatz und den reichen Unterwasserpflanzenbestand erreicht. Der Großteil des Ertrags beruht auf den Besatzfischen Hecht und Karpfen. Wels und Barsch weisen ebenfalls gute Bestände auf. Unter den Friedfischen dominieren Rotauge, Rotfeder und Laube.
Der Edelkrebs (Astacus astacus) ist in den 1970er Jahren im See ausgestorben. Seit 1992 werden jährlich rund 1000 Exemplare eingesetzt mit dem Ziel, wieder einen Bestand im See zu etablieren.

## Belege
1. 1 2 3 4 5  Kärntner Institut für Seenforschung: Kärntner Seenbericht 1992. 60 Jahre Seenforschung, 30 Jahre Seensanierung. (= Veröffentlichungen des Kärntner Instituts für Seenforschung 7) Klagenfurt 1992, S. 399–415.
2. 1 2 3 4  Feldsee (Memento des Originals vom 26. September 2020 im Internet Archive)  Info: Der Archivlink wurde automatisch eingesetzt und noch nicht geprüft. Bitte prüfe Original- und Archivlink gemäß Anleitung und entferne dann diesen Hinweis. auf der Seite des Kärntner Instituts für Seenforschung, abgerufen am 11. September 2020.
3. ↑  Feldsee (Memento des Originals vom 15. Mai 2011 im Internet Archive)  Info: Der Archivlink wurde automatisch eingesetzt und noch nicht geprüft. Bitte prüfe Original- und Archivlink gemäß Anleitung und entferne dann diesen Hinweis. im Kärntner Seenbericht 2010 (Memento des Originals vom 8. März 2011 im Internet Archive)  Info: Der Archivlink wurde automatisch eingesetzt und noch nicht geprüft. Bitte prüfe Original- und Archivlink gemäß Anleitung und entferne dann diesen Hinweis., abgerufen am 10. November 2016.